# Michael Kempter
Michael Kempter (Schlieren, 12 januari 1995) is een Zwitsers-Filipijns voetballer die speelt als verdediger. Hij heeft een broer die ook profvoetballer is Kevin.

## Carrière
Kempter speelde in de jeugdploegen van FC Rudolfstetten en FC Zürich, voor deze laatste club maakte hij zijn debuut in 2016. In 2020 maakte hij de overstap naar Neuchâtel Xamax FCS.
Hij was een jeugdinternational voor Zwitserland, maar werd in juni 2019 geselecteerd voor de Filipijnen voor een interland tegen China maar bleef op de bank zitten.

## Statistieken
| Seizoen         | Club                | Land                 | Competitie       | Competitie | Competitie | Beker | Beker | Europees | Europees | Totaal | Totaal |
| Seizoen         | Club                | Land                 | Competitie       | Wed.       | Dlp.       | Wed.  | Dlp.  | Wed.     | Dlp.     | Wed.   | Dlp.   |
| --------------- | ------------------- | -------------------- | ---------------- | ---------- | ---------- | ----- | ----- | -------- | -------- | ------ | ------ |
| 2015/16         | FC Zürich           | Vlag van Zwitserland | Super League     | 2          | 0          | 0     | 0     | ―        | ―        | 2      | 0      |
| 2016/17         | FC Zürich           | Vlag van Zwitserland | Challenge League | 12         | 1          | 2     | 0     | 0        | 0        | 14     | 1      |
| 2017/18         | FC Zürich           | Vlag van Zwitserland | Super League     | 0          | 0          | 0     | 0     | ―        | ―        | 0      | 0      |
| 2018/19         | FC Zürich           | Vlag van Zwitserland | Super League     | 0          | 0          | 0     | 0     | ―        | ―        | 0      | 0      |
| 2019/20         | FC Zürich           | Vlag van Zwitserland | Super League     | 13         | 0          | 0     | 0     | ―        | ―        | 13     | 0      |
| 2020/21         | Neuchâtel Xamax FCS | Vlag van Zwitserland | Challenge League | 26         | 0          | 0     | 0     | ―        | ―        | 26     | 0      |
| Carrière totaal | Carrière totaal     | Carrière totaal      | Carrière totaal  | 53         | 1          | 2     | 0     | 0        | 0        | 55     | 1      |

## Erelijst
- FC Zürich
  - Zwitserse voetbalbeker: 2018

1 Kostadinović ·
2 Kamberi ·
3 Guerrero ·
4 Omeragić ·
6 Aliti ·
7 Krasniqi ·
8 Janjičić ·
9 Ceesay ·
10 Marchesano ·
11 Koide ·
14 Buschman-Dormond ·
15 Aiyegun ·
16 Hornschuh ·
17 Reichmuth ·
18 Kramer ·
19 Boranijašević ·
20 Doumbia ·
21 Džemaili ·
22 Gnonto ·
23 Rohner ·
24 Ćorić ·
25 Brecher  ·
26 Khelifi ·
29 Pollero ·
31 Kryeziu ·
33 Seiler ·
34 De Nitti ·
36 Frei ·
39 Gogia ·
42 Wallner ·
78 Leitner ·
Coach: Breitenreiter